# De Sjouwer

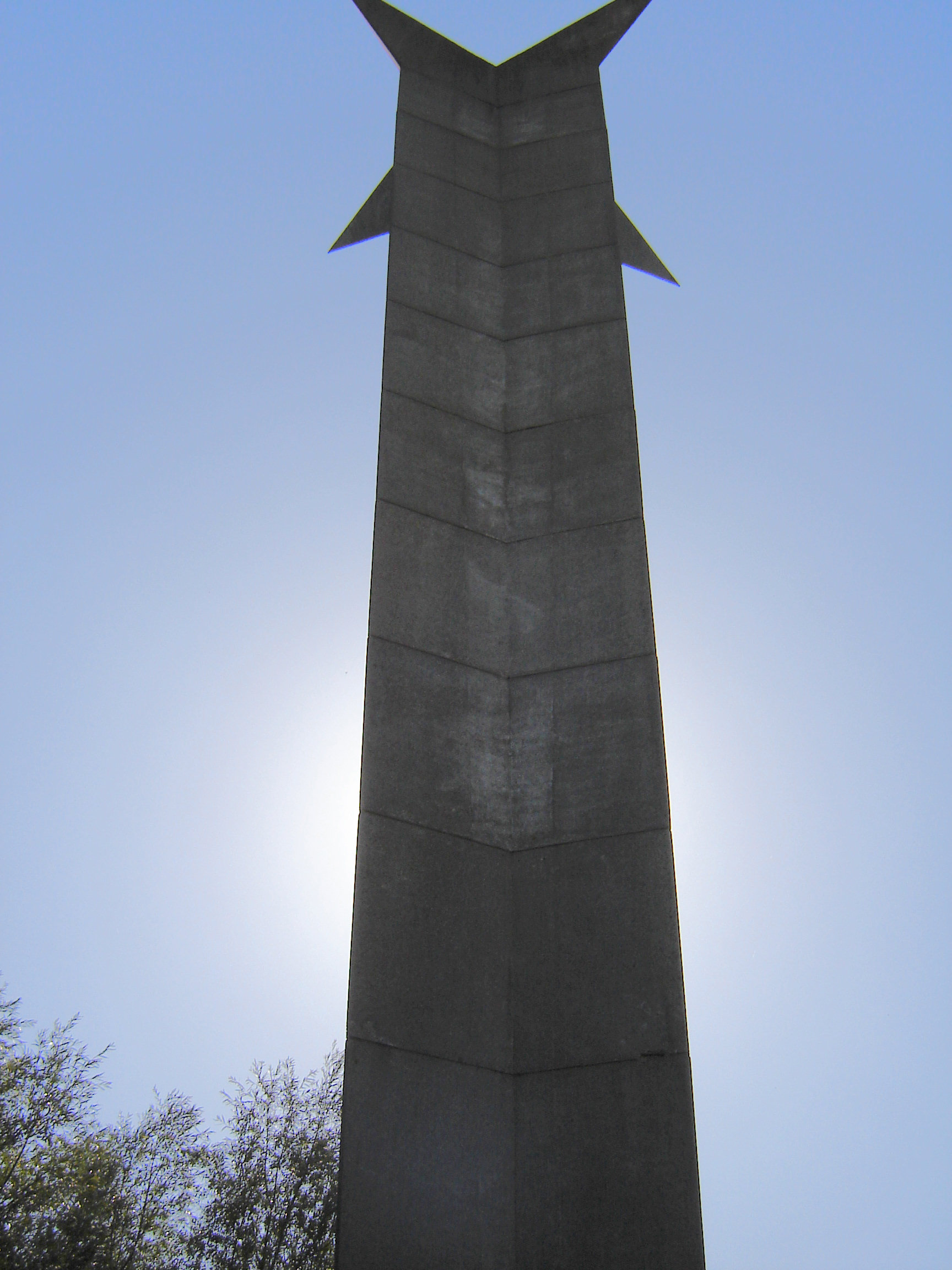
De Sjouwer

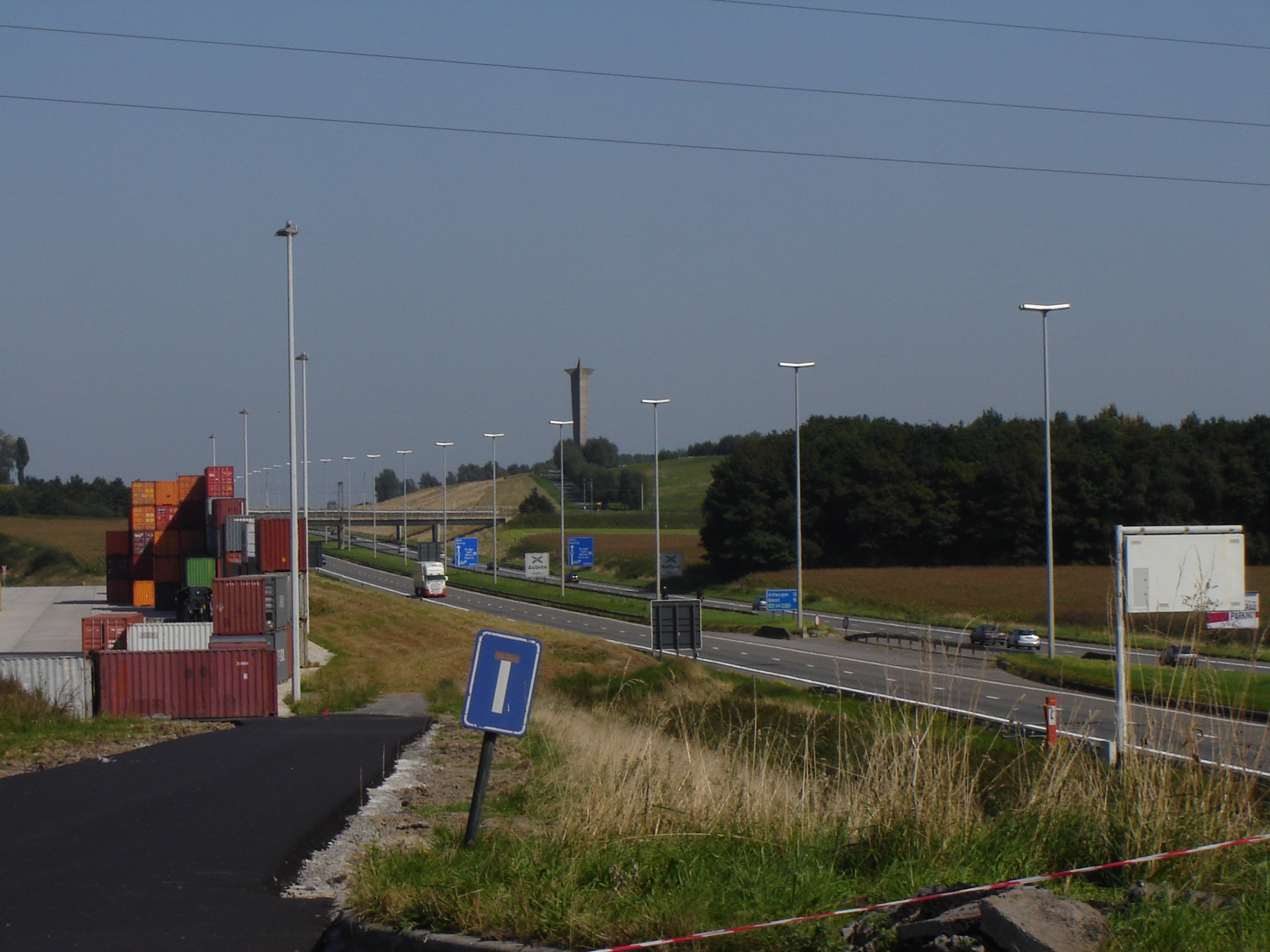
De Sjouwer langs de E17

De Sjouwer is een monument in het Belgische dorp Aalbeke. Het bevindt zich op een heuvel langs de Franse grens, langs de autosnelweg E17 Rijsel-Gent. Het monument zelf is een indrukwekkende betonnen toren van ongeveer 35 meter hoog die wordt bekroond door een windroos.
Het monument werd opgericht door de Brusselse architect/beeldhouwer Jacques Moeschal, die ook De Pijl, het paviljoen van de burgerlijke bouwkunde op de Wereldtentoonstelling van 1958 in Brussel had ontworpen. Het werd ingehuldigd op 2 oktober 1974. De Sjouwer is gebouwd op een heuvel die tot stand is gekomen doordat men in de periode 1966-1977 de E17 moest uitgraven uit de zware leemlaag tot op de kleilaag.
Het monument werd opgericht ter ere van de West-Vlaamse grensarbeiders of seizoensarbeiders die de grens overtrokken om in Frankrijk te gaan werken. In de periode van 1930 tot 1960 gingen vele Vlamingen namelijk het zware seizoenswerk uitvoeren in de toenmalige Franse regio Nord-Pas-de-Calais. De grootste top van het monument is daarom ook van symbolische waarde; hij wijst richting Frankrijk.